# Fletorja zyrtare e Republikës së Shqipërisë
Das Fletorja zyrtare e Republikës së Shqipërisë (deutsch Amtsblatt der Republik Albanien) ist das seit 1922 in Tirana in albanischer Sprache erscheinende offizielle Gesetz- und Amtsblatt von Albanien. Es veröffentlicht Gesetze und Vorschriften, die durch das Albanische Parlament ratifiziert wurden sowie internationale Verträge, die von der albanischen Regierung abgeschlossen werden.

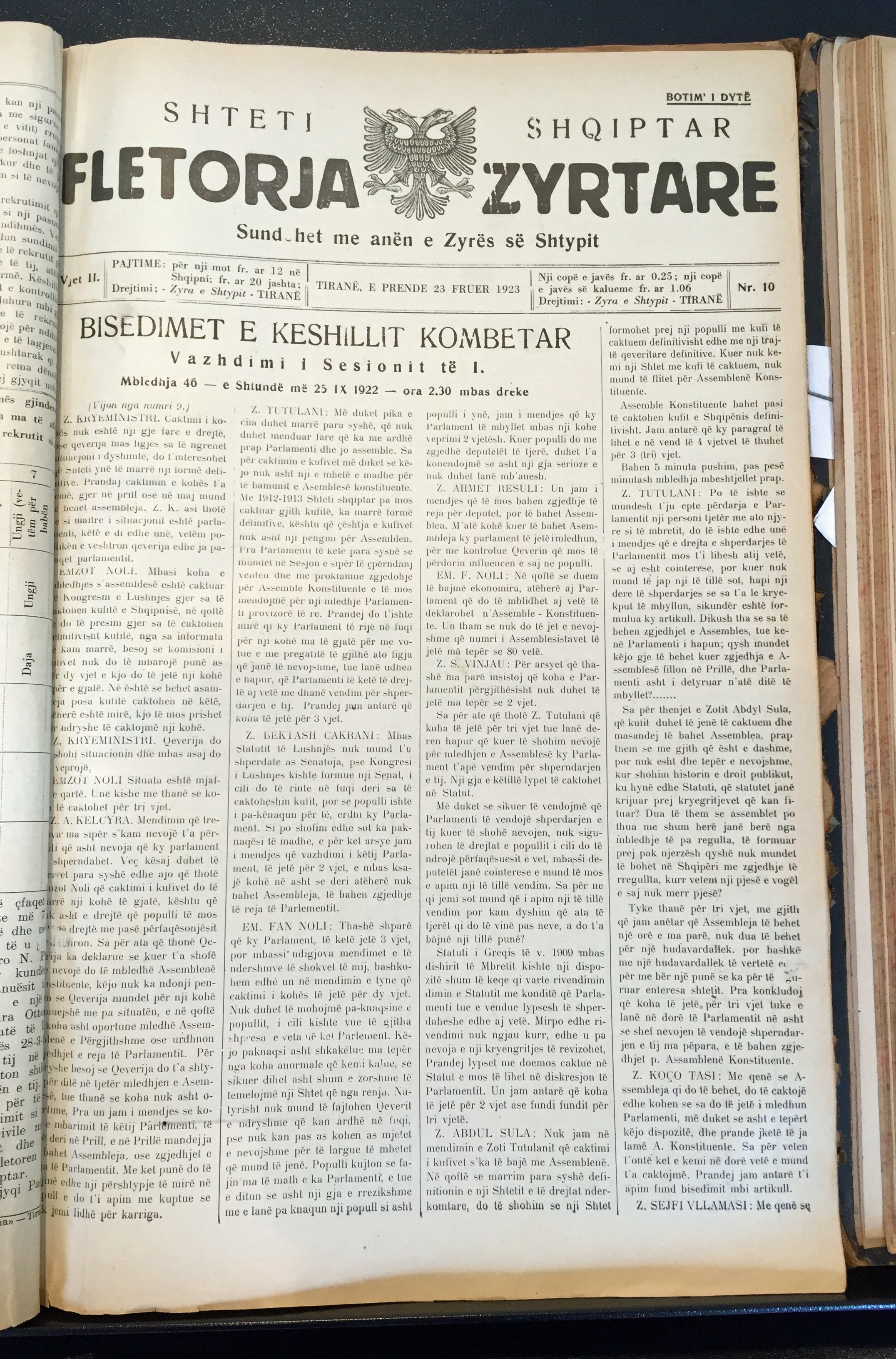
Ausgabe Nr. 10, 1923

Nach dem Kongress von Lushnja 1920 wurden erste Ansätze einer neuen Staatsorganisation geschaffen. Zunächst erschien von 1922 bis 1926 das Fletorja zyrtare e Mbretnis e Shqiptare, abgelöst mit Jahrgangszählung 6.1927 bis 22.1942 das Fletorja zyrtare e Republikës së Shqipërisë, Jahrgang 43.1944 erschien unter dem Titel Fletorja zyrtare e shtetit shqiptar. 1945 bis 1971 lautete der Titel Gazeta zyrtare e Republikës së Shqipërisë, von 1972 bis 1973 Gazeta zyrtare e Republikës Popullore të Shqipërisë sowie von 1974 bis 1991 Gazeta zyrtare e Republikës Popullore Socialiste të Shqipërisë (Amtsblatt der Sozialistischen Volksrepublik Albanien). Nach 1992 nahm es wieder den früheren und heutigen Titel an. Es erscheint unregelmäßig mit mehreren durchnummerierten Ausgaben pro Monat. Ab den 1990er Jahren erschienen Auszüge auch in einer englischsprachigen Übersetzung als Legal acts of Albania mit einem Index.
Es ist ein politikgeschichtliches Quellenmaterial insbesondere ab der Zeit der Diktatur Enver Hoxhas.